# Agnete Laustsen
Agnete Laustsen, född 25 september 1935 i Köpenhamn, död 23 oktober 2018, var en dansk politiker för Det Konservative Folkeparti och tidigare hälso- och bostadsminister. Hon var den första kvinnan i Danmark att inneha båda ministerposterna, och vad gäller den förstnämnda var hon den första som var minister för det nybildade hälsoministeriet, Sundhedsministeriet. Hon har beskrivits som en minister som stödde sig på ämbetsmannaverket och undvek de större stridigheterna i Folketinget. Hon blev riddare av Dannebrogsorden 1985 och även kommendör av Dannebrogsorden 1989.

## Bakgrund
Agnete Laustsen föddes in i och växte upp i ett borgerligt hem i Köpenhamn. Fadern, Otto Laustsen, var civilingenjör och modern var Else Houlberg Raun. Hon har även en syster, överläkarsekreteraren Hanne Laustsen, som bl.a. har arbetat vid Seruminstitutet, som senare kom att stå under Hälsoministeriet. Skolgången tillbringade den unga Agnete Laustsen vid det högt ansedda N. Zahles Skole och tog därifrån studentexamen 1954. Hon bestämde sig senare för att studera juridik vid Köpenhamns Universitet och tog sin ämbetsexamen 1961. Under studietiden hade Laustsen börjat engagera sig i universitetets studentpolitik och var ordförande för det rets- og statsvidenskabelige studenterråd 1958-1960. Från 1971 till 1997 var hon president för den danska sektionen av European Union of Women, som samlar konservativa och kristdemokratiska medlemmar från ett stort antal europeiska länder. Hon var styrelseledamot i Thorvaldsens Museum 1972-1980 och Ny Carlsberg Glyptotek 1986-1987.
Efter avlagd examen anställdes Laustsen 1961 vid det danska inrikesministeriets hälsokontor. Hon blev 1970 fullmäktig och var samtidigt advokatfullmäktig. 1977 blev hon kontorschef hos konsumentombudsmannen i Danmark. Vid sidan om sitt arbete engagerade hon sig i politiskt. Hon hade tidigare gått med i Det Konservative Folkeparti och blev invald som ledamot av Köpenhamns kommunfullmäktige, Borgerrepræsentationen, 1962 och 1970 blev hon styrelseledamot i kommunens kulturfond. Hon behöll sin post som kommunpolitiker till 1987. Hon ställde upp som kandidat till Folketinget 1964, men det dröjde till 1979 innan hon blev invald. Hon blev ordförande för socialutskottet 1983-1987 och ordinarie ledamot i bostadsutskottet, trafikutskottet, hälsoutskottet och kyrkoutskottet. Vid sidan om arbetet i Folketinget var hon andre suppleant till Europaparlamentet 1979-1984 och ledamot i Nordiska rådet 1983.
Hon utsågs till landets första hälsominister av Poul Schlüter i september 1987.

## Laustsen som minister

### Hälsominister 1987-1988
Perioden som Danmarks hälsominister präglades av den då rådande debatten om HIV och AIDS. Som en konsekvens av detta avskaffade Laustsen lagen om bekämpning av könssjukdomar, som innebar att de HIV-smittade bland andra hade plikt att upplysa vilka de hade haft samlag med för att man skulle kunna stoppa smittspridningen. Den kolliderade nämligen med principen om att den danska insatsen mot HIV skulle baseras på anonymitet och frivillighet. Laustsen hade innan avskaffandet uttryckt stöd för att bevara lagen, men förklarade sitt byte av ståndpunkt på följande vis:
| ” | Det uppstod med detsamma en hets emot mig för att hata bögar. Det var bara nonsens, men jag hade inga möjligheter för att komma igenom med min ståndpunkt. | „ |

Under sin tid som hälsominister blev Laustsen känd som icke-rökare, vilket också kom att prägla en del av den politik som hon förde. I Folketinget fann hon en allierad i Aase Olesen från Det Radikale Venstre, som också var en känd icke-rökare. Olesen hade under 1980-talets mitt utarbetat ett lagförslag om rökfria miljöer, vilket blev nedröstat av ett folketing, vars medlemmar till stor del bestod av rökare. Laustsen byggde vidare på Olesens förslag, men efter en omröstning i Folketinget blev resultatet endast ett cirkulär om rökfria miljöer inom de statliga institutionerna, däribland sjukhus och statliga transportmedel. Detta cirkulär lade dock grunden till en debatt efter Laustsens ministertid, då det i Folketinget lades fram ett förslag av hälsominister Yvonne Herløv Andersen om att upphöja cirkuläret till en lag. Förslaget mötte stort motstånd i Det Konservative Folkeparti och partiledaren Hans Engell uppmanade Laustsen att antingen rösta med partiet eller utebli från omröstningen, vilket dock inte blev fallet då Lausten ändå röstade för förslaget. Förslaget blev antaget och cirkuläret blev en del av den danska lagstiftningen 1995.
Utöver debatterna om HIV och rökning stod Laustsen fast vid sina ståndpunkter om att privatsjukhus utgjorde ett viktigt supplement till den offentliga sjukvården, och att förebyggande insatser inom sjukvården skulle prioriteras.

### Bostadsminister 1988-1990
1988 skedde en ommöblering i Poul Schlüters regering i och med att Det Radikale Venstre nu fick ett antal ministerposter. Laustsen utsågs till ny bostadsminister och bostadsfrågor var något som hon var bekant med sedan tidigare, då hon varit bostadspolitisk ordförande i Folketinget. Som bostadsminister influerades Laustsen av den bostadspolitik som bedrivits i Storbritannien under Margaret Thatchers regering och utvecklade ett förslag om att allmännyttiga lägenheter skulle kunna säljas som privata boenden, vilket hon formulerade på följande vis:
| ” | Regeringen står inför politiska förhandlingar, som bland annat har som mål att uppnå förenklingar på bostadsområdet genom färre regleringar och mindre förmynderi. Staten skall populärt sagt avge terräng till den enskilde, vare sig det är tal om ägare eller hyresgäster... Bostadsbolagen måste inse att de skall avge terräng till hyresgästerna. Boendedemokratin skall utvidgas för hyresgästerna i de allmännyttiga byggena, men samtidigt skall hyresgästerna ha möjlighet för att köpa sina lägenheter antingen som bostadsrättslägenheter eller som andelslägenheter. Engelska erfarenheter visar, att många hyresgäster önskar att överta sina boenden, och erfarenheterna visar dessutom att bostäderna därmed får ett lyft i form av bättre underhåll och iståndsättande... Övertagande skall uppfattas som ett erbjudande, som de boende kan använda sig av eller låta vara. Det skall vara fria valmöjligheter också på detta område. | „ |

Trots stora besparingar lyckades Laustsen att skaffa fram pengar till ökade medel för stadsförnyelse. Hon genomförde även ökad byggexport och satsningar på bevarandet av historiska och kulturella byggnader, såsom Kronborg, Fredensborgs slott och Amalienborg. Mest uppmärksammad blev dock restaureringen och återinvigningen av Koldinghus där Laustsen, klädd i en skrud från Kristian IV:s tid, invigde den tillsammans med drottning Margrethe II. Kritik mot Laustsens bostadspolitik skulle främst komma från Fremskridtspartiets bostadspolitiska ordförande, Kirsten Jacobsen, som kritiserade kreditföreningarnas överbelåning och för att de ansåg att Laustsen hade en bristande överblick.

## Fortsatt politiskt arbete
I samband med en ommöblering av regeringen, samt Radikale Venstres utträde ur regeringssamarbetet, lämnade också Agnete Laustsen regeringen i december 1990. Hon blev därefter utrikesordförande för Konservative Folkeparti fram till 1998 och vice ordförande för den danska styrelsen i Interparlamentariska unionen. Tillsammans med de resterande medlemmarna av utrikesutskottet, däribland Pia Kjærsgaard från Dansk Folkeparti, var Laustsen positiv gentemot det u-landsbistånd som Danmark gav till Vietnam. Hon menade att det danska biståndet kom den fattiga delen av den vietnamesiska befolkningen tillgodo och att fler privata initiativ i en mer tilltagande marknadsekonomisk utveckling skulle bana vägen för landets framtida utveckling. Laustsen ansåg dock att det generellt sett skulle skäras ned på det danska u-landsbiståndet, speciellt efter utgivningen av boken Dansk U-landshjælp. Altruismens politiske økonomi av professor Martin Paldam. Denna bok, som Laustsen använde som grundlag för sin argumentation, var skriven med en kritisk syn på den danska biståndspolitiken.
Laustsen var även medlem av hälsoutskottet och från och med 1995 var hon dessutom kulturpolitisk ordförande, ett ämbete som hon behöll fram till 1998, då hon inte blev återvald. Hon valde därmed att stoppa sin politiska karriär och lämnade sin plats som folketingskandidat 1999. Hon blev i samband med detta utnämnd till hedersmedlem i sitt partis rådhuskrets och i Köpenhamns väljarförening. Däremot fortsatte hon med att i viss mån synas i partipolitiken, då hon bland annat var en av de konservativa politiker som motsatte sig att partiets EU-skeptiker bildade ett EU-kritiskt nätverk inom partiet.
I samband med att den socialdemokratiska hälsoministern Sonja Mikkelsen konstaterade att antalet cancerpatienter hade kunnat vara lägre om inte politikerna i Folketinget hade varit motståndare av rökfria miljöer, anslöt sig Laustsen till den på nytt uppblossade debatten. Hon menade att statistiken över antalet drabbade av cancer och andra sjukdomar som kunde relateras till rökning inte hade varit så "deprimerande läsning" om problemen hade tagits på allvar i ett tidigare skede.

## Utmärkelser
- Riddare av Dannebrogorden,  1985[19]
- Kommendör av Dannebrogorden,  1989[19]

[Redigera Wikidata]